# Миљеник
Миљеник је био интимни сарадик или сапутник владара или друге важне особе.
У посткласичној и раној модерној Европи, између осталог и на другим местима, термин се користио за појединце којима је владар делегирао значајну политичку моћ. То је посебно био феномен 16. и 17. века, када је влада постала сувише сложена за многе наследне владаре без великог интересовања или талента за њу, а политичке институције су се још развијале. Од 1600. до 1660. године у великом делу Европе, посебно у Шпанији, Енглеској, Француској и Шведској, постојале су посебне сукцесије свемоћних миљеника министара.
Овај израз понекад користе и писци који желе да избегну термине као што су „краљевска љубавница“, „пријатељ“, „сапутник“ или „љубавник“ (било ког пола). Неколико фаворита је имало сексуалне односе са монархом (или монарховим супружником). Осећања монарха према фавориту су се протезала од једноставне вере у његове способности до различитих степена емоционалне наклоности и зависности, а понекад су обухватала и сексуалну заљубљеност.
Термин има уграђени елемент неодобравања и Оксфордски речник енглеског речника га дефинише као „Онај ко стоји претерано високо у корист принца“.